# Relaciones Chile-Palestina
Las relaciones entre Chile y Palestina se refieren a las relaciones exteriores entre la República de Chile y el Estado de Palestina. Ambas naciones disfrutan de relaciones amistosas, cuya importancia se centra en la historia de la inmigración palestina a Chile. Hay una comunidad de aproximadamente 500.000 personas de origen palestino en Chile, lo que hace que Chile tenga la comunidad palestina más grande fuera del Medio Oriente.

## Historia

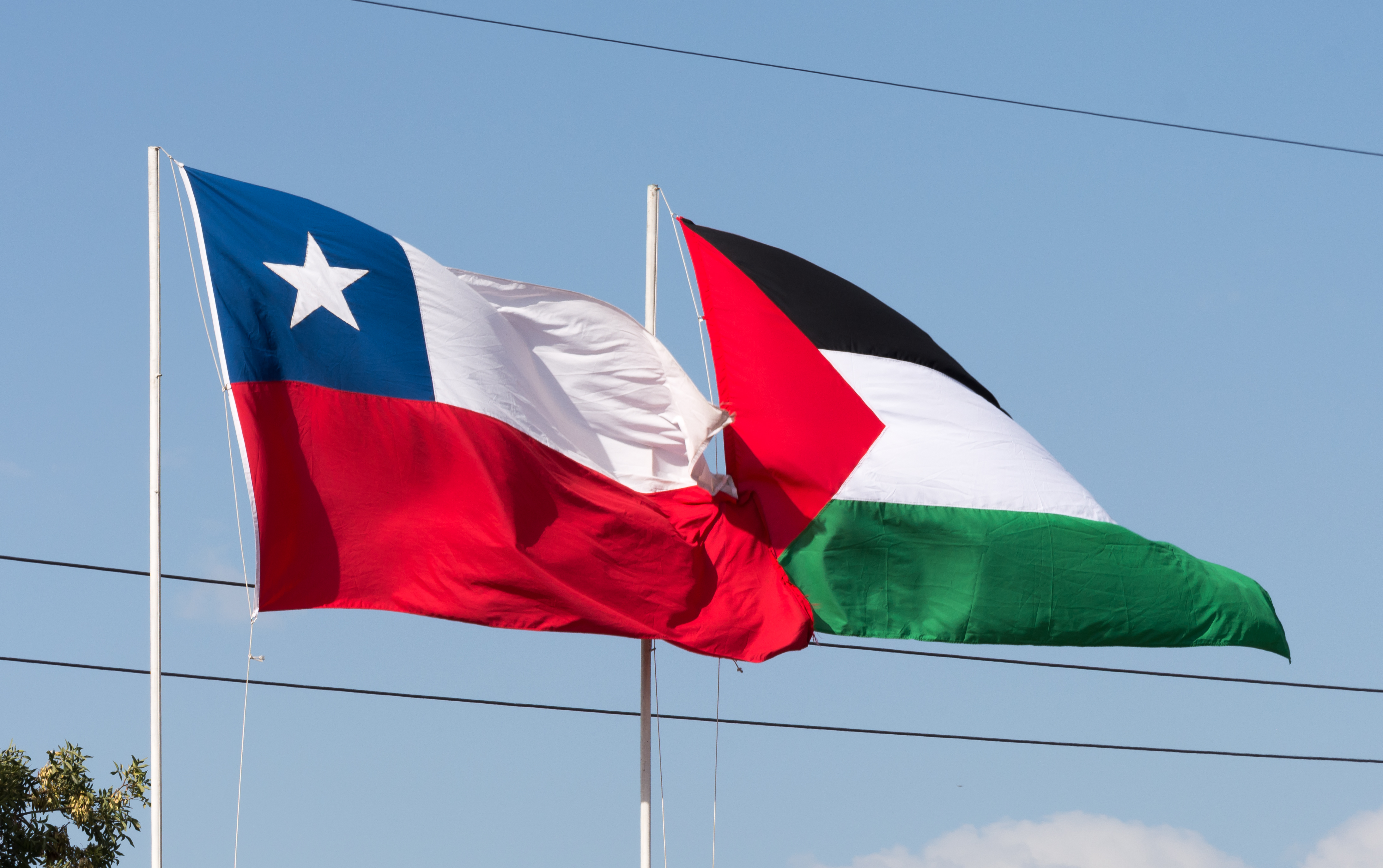
Bandera de Chile y de Palestina flameando en territorio chileno.

A finales de siglo XIX, los palestinos (inicialmente jóvenes) comenzaron a llegar a Chile. Muchos escapaban al servicio militar obligatorio del Ejército otomano. Con el tiempo, más palestinos llegarían a Chile y trabajarían en varias industrias en el país, particularmente en la industria textil. En 1947, Chile se abstuvo de votar en el Plan de las Naciones Unidas para la partición de Palestina.
En 1990, la Organización para la Liberación de Palestina estableció una "Oficina de Información" en Santiago. En 1994, con la formación de la Autoridad Nacional Palestina, dicha Oficina cambió su categoría a la de "Representación de Palestina en Chile". En abril de 1998, Chile fue el primer país latinoamericano en abrir una oficina de representación ante la Autoridad Nacional Palestina en Ramala.
En enero de 2011, Chile reconoció a Palestina como una nación independiente. Unos meses más tarde, en marzo de 2011, el presidente chileno, Sebastián Piñera, visitó Palestina y visitó a las ciudades de Belén y Ramala donde se reunió con el Presidente de la Autoridad Nacional Palestina, Mahmud Abás. Durante su visita, el presidente Piñera también visitó y colocó una corona de flores encima de la tumba de Yasir Arafat. En mayo de 2018, el presidente Mahmud Abás realizó una visita a Chile. Durante su visita, el presidente Abás y el presidente Piñera discutieron la Solución de dos Estados y el Conflicto israelí-palestino.
En junio de 2019, el presidente Piñera realizó una segunda visita a Palestina y visitó Jerusalén Este, Belén y Ramala, donde se reunió nuevamente con el presidente Mahmud Abás.
En diciembre de 2022, el presidente Gabriel Boric anunció la apertura durante su gobierno de una embajada en Palestina, con el fin de aumentar las relaciones bilaterales que a la fecha solo estaban representadas por un encargado de negocios.

## Visitas de alto nivel

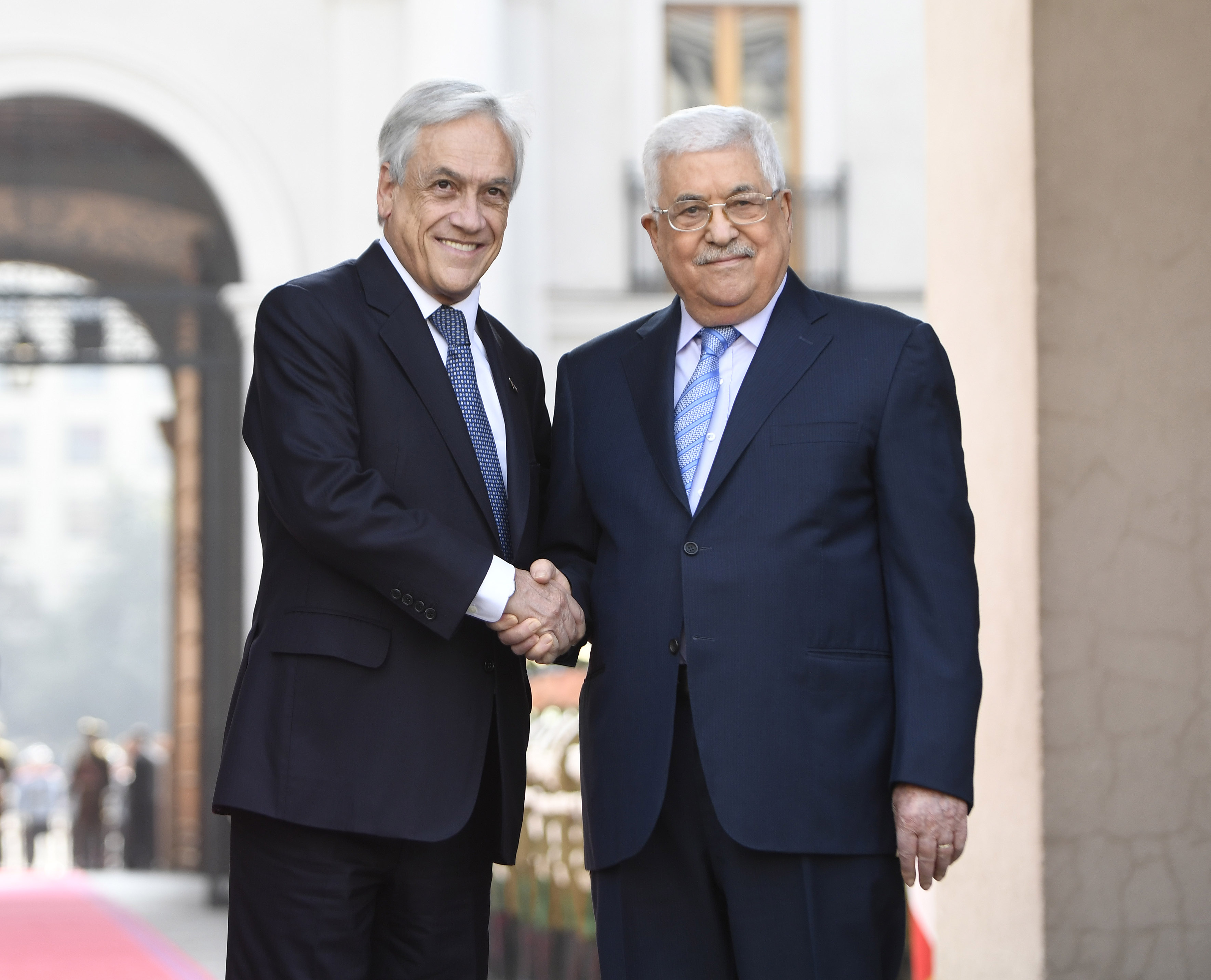
El Presidente chileno Sebastián Piñera y el presidente Mahmud Abás en Santiago; mayo 2018.

Visitas de alto nivel de Chile a Palestina
- Presidente Sebastián Piñera (2011, 2019)
- Subsecretario de Relaciones Exteriores Edgardo Riveros (2014)

Visitas de alto nivel de Palestina a Chile
- Viceministro de Asuntos Sociales Anwar Hamam (2015)
- Subsecretario de Relaciones Exteriores Tayser Farahat (2017)
- Presidente de la Autoridad Nacional Palestina Mahmud Abás (2018)

## Acuerdos bilaterales
Ambas naciones han firmado algunos acuerdos como un Memorando de Entendimiento para la Cooperación Científica, Técnica, Cultural y Educativa (1996); Memorando de Entendimiento entre los Ministerios de Salud de Chile y de la Autoridad Nacional Palestina, en materia de salud (2008); Memorando de Entendimiento sobre la Cooperación Económica (2011); Acuerdo sobre la exención de visa para titulares de pasaportes diplomáticos y oficiales (2016); y un Memorando de entendimiento sobre la Cooperación Cultural (2017).

## Misiones diplomáticas residentes
- Chile tiene una oficina de representación en Ramala.[11]
- Palestina tiene una embajada en Santiago.[12]

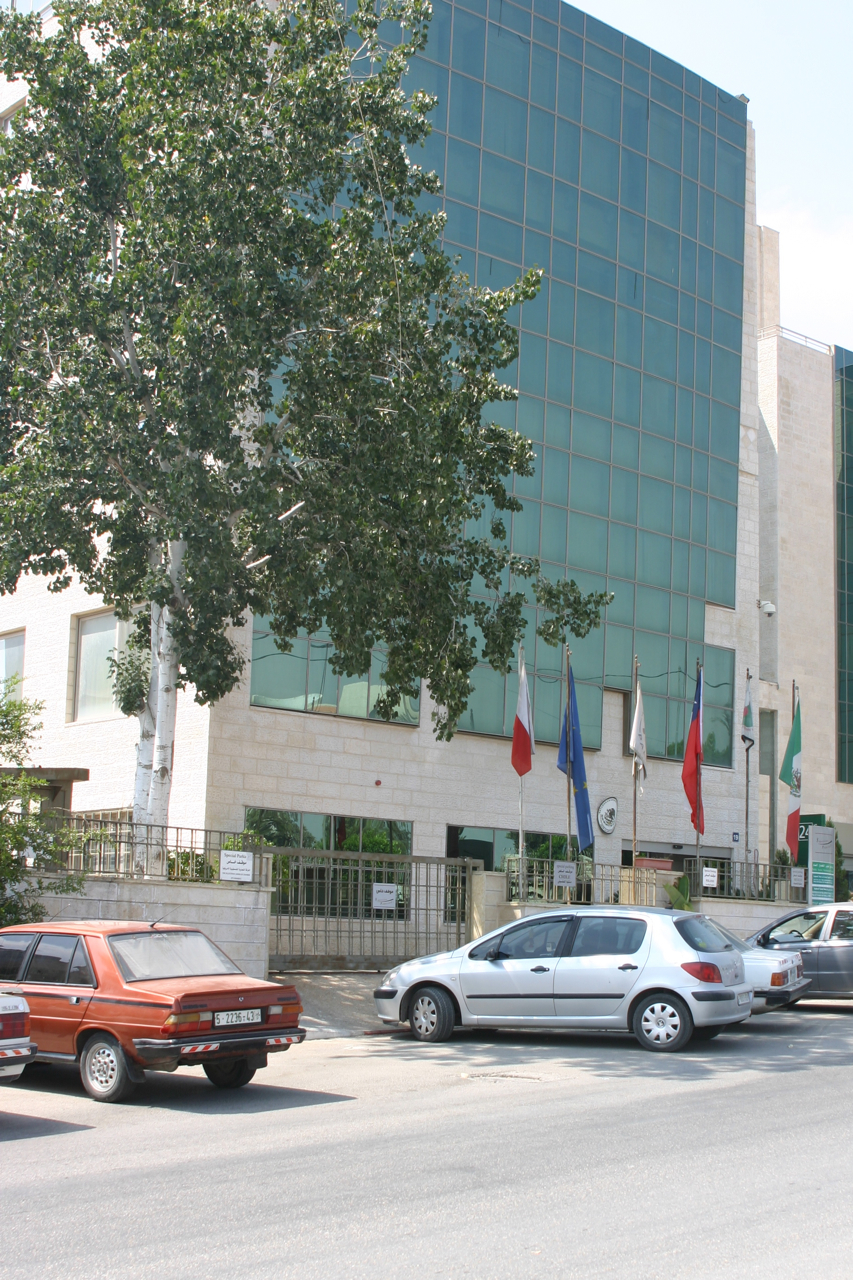
Oficina de Representación de Chile en Ramala
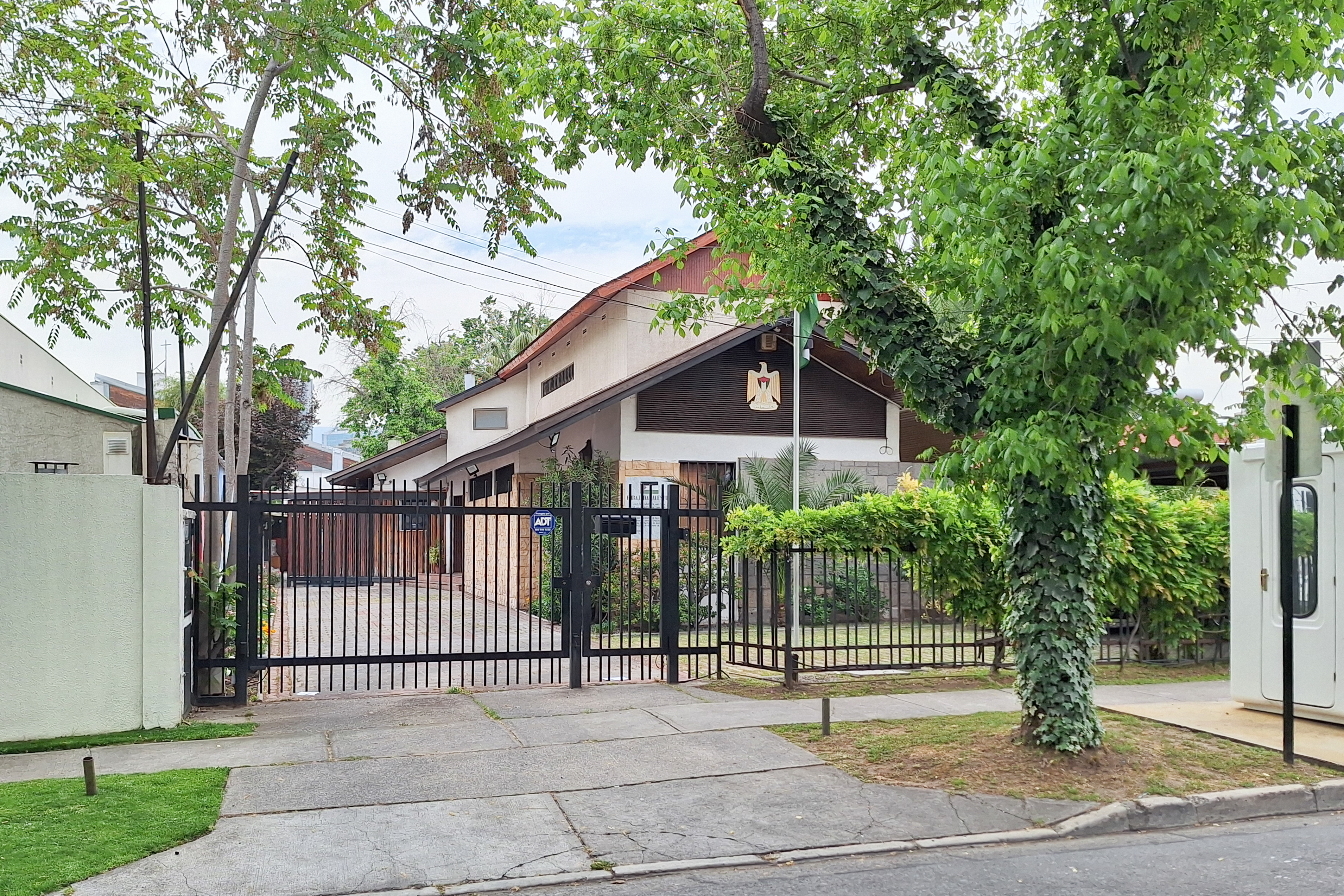
Embajada de Palestina en Santiago de Chile